# Alex Iwobi
Alex Iwobi (Lagos, 3 de maio de 1996) é um futebolista nigeriano que atua como ponta ou meio-campista. Atualmente joga pelo Fulham.

## Clubes
Alex foi para o Arsenal quando ainda estava no primário, e assinou um novo contrato de longa duração em outubro de 2015.
No dia 27 de outubro de 2015, estreou com a equipe principal na derrota por 3 a 0 contra o Sheffield Wednesday nos dezesseis-avos de final da Copa da Liga Inglesa. Fez seu primeiro jogo da Premier League quatro dias depois, jogando como substituto contra o Swansea City.
No dia 8 de agosto de 2019, Alex assinou um contrato de cinco anos com o Everton.

## Seleção Nacional
Após ter jogado pelos escalões inferiores da Seleção da Inglaterra, fez sua primeira partida pela Seleção Nigeriana em outubro de 2015.

## Vida pessoal
Alex é natural de Lagos. É também sobrinho do ex-futebolista Jay-Jay Okocha.

## Títulos
Arsenal
- Supercopa da Inglaterra: 2015 e 2017
- Copa da Inglaterra: 2016–17

### Prêmios individuais
- 22º melhor jogador sub-21 de 2016 (FourFourTwo)[10]